# Jorge Payá
Jorge Payá Rodríguez (Manresa, 10 juli 1963) is een voormalig Spaanse waterpoloër.
Jorge Payá nam tweemaal deel aan de Olympische Spelen, in 1988 en 1996. Hij eindigde met het Spaanse team in 1988 op de zesde plaats, acht jaar later veroverde hij olympisch goud in Atlanta.
In de competitie kwam Payá uit voor Club Náutico Catalunya.
Miguel Chillida · 
Manuel Estiarte · 
Pedro García · 
Salvador Gómez · 
Marco Antonio González · 
Mariano Moya · 
Jorge Neira · 
Jorge Payá · 
Miguel Pérez · 
Pedro Robert · 
José Antonio Rodríguez · 
Jesús Rollán · 
Jordi Sans
Josep María Abarca · 
Ángel Luis Andreo · 
Daniel Ballart · 
Manuel Estiarte · 
Pedro García · 
Salvador Gómez · 
Iván Moro · 
Miguel Ángel Oca · 
Jorge Payá · 
Sergi Pedrerol · 
Jesús Rollán · 
Jordi Sans · 
Carles Sans